# Berthelsdorf (Herrnhut)
Berthelsdorf – dzielnica miasta Herrnhut w Niemczech, w kraju związkowym Saksonia, w powiecie Görlitz. Do 29 lutego 2012 należała do okręgu administracyjnego Drezno. Do 31 grudnia 2012 samodzielna gmina, wchodząca w skład wspólnoty administracyjnej Herrnhut.